# NYHA分類
NYHA分類（読み方は頭文字をとってエヌ・ワイ・エッチ・エーやニーハーぶんるい　またはニハぶんるい　ナイハぶんるい。NYHA＝New York Heart Association functional classification）、NYHA心機能分類（- しんきのうぶんるい）とは、ニューヨーク心臓協会（New York Heart Association）が作成した、身体活動によっての自覚症状の程度による心疾患の重症度分類指標。
心不全における重症度分類として広く用いられている。

## 分類
- NYHA I - 心疾患があるが症状はなく、通常の日常生活は制限されない。

- NYHA II - 心疾患患者で日常生活が軽度から中等度に制限されるもの。安静時には無症状。日常生活における身体活動で疲労・動悸・呼吸困難・狭心痛を生じる。

- NYHA III - 心疾患患者で日常生活が高度に制限されるもの。安静時は無症状だが、平地の歩行や日常生活以下の労作によっても症状が生じる。

- NYHA IV - 心疾患患者で非常に軽度の活動でも何らかの症状を生ずる。安静時においても心不全・狭心症症状を生ずることもある

- ⅡS度：身体活動に軽度制限のあるもの
- ⅡM度：身体活動に中等度制限のあるもの

Ⅱ度の範囲が広すぎるとの指摘もあり、最近ではⅡS（slight limitation of physical activity）とⅡM（moderate limitation of physical activity）に細分化することが提案されている。